# Gouvernement Édouard Mortier
 (novembre 2013).
Si vous disposez d'ouvrages ou d'articles de référence ou si vous connaissez des sites web de qualité traitant du thème abordé ici, merci de compléter l'article en donnant les références utiles à sa vérifiabilité et en les liant à la section « Notes et références ».
Monarchie de Juillet
Gouvernement Hugues-Bernard Maret Gouvernement Victor de Broglie
Le ministère Mortier est le septième ministère de la monarchie de Juillet, formé le 18 novembre 1834 sous la présidence d'Édouard Mortier, duc de Trévise, maréchal de France (1768-1835) pour succéder à l'éphémère ministère Maret. Il compte 8 membres. Il reste en place jusqu'au 12 mars 1835.

## Constitution
Après la démission du ministère Maret, Louis-Philippe Ier penche vers une combinaison Thiers - Molé, mais Thiers préfère s'entendre avec Guizot, car « avec lui, dit Vatout, il se sentait assez fort pour tailler des croupières même à Dupin ». En réalité, le Tiers Parti est ridiculisé par l'effondrement du ministère Maret, et c'est donc tout naturellement que le roi revient à la Résistance et au duo Thiers - Guizot qui en constitue l'axe.
Thiers parvient néanmoins à réconcilier Persil avec ses anciens collègues qui lui reprochaient de n'avoir pas démissionné le 4. Le 15, le nouveau ministère est prêt. Pour la présidence du Conseil et le ministère de la Guerre, on renouvelle la figure de l'« illustre épée » dans la personne du maréchal Mortier, duc de Trévise, fidèle du Palais-Royal, qui n'a accepté de se dévouer que sur les instances personnelles de Louis-Philippe. Pour le reste, le ministère est le décalque exact du ministère Gérard, à cette différence qu'à la Marine, l'amiral Duperré remplace l'amiral Jacob, puni de n'avoir pas démissionné le 4 novembre.

## Composition
- Président du Conseil : Adolphe-Édouard-Casimir-Joseph Mortier
- Ministres (8) :
  - Ministre de la Guerre : Adolphe-Édouard-Casimir-Joseph Mortier
  - Ministre de l'Intérieur : Adolphe Thiers
  - Ministre de la Justice et des Cultes : Jean-Charles Persil
  - Ministre des Affaires étrangères : Henri de Rigny
  - Ministre des Finances : Georges Humann
  - Ministre de la Marine et Colonies : Guy-Victor Duperré
  - Ministre de l'Instruction publique : François Guizot
  - Ministre du Commerce : Tanneguy Duchâtel

## Fin
« En passant, de l'espace de six mois, du maréchal Soult au maréchal Gérard et du maréchal Gérard au maréchal Mortier, la présidence du Conseil avait été prise de plus en plus pour une fiction, et plus la fiction devenait apparente, plus l'opposition y trouvait une arme et nos amis un embarras », observe Guizot. Le ministère ne tarde pas à se décomposer, miné par la rivalité grandissante entre Thiers et Guizot et le manque d'autorité du maréchal Mortier. Celui-ci démissionne au bout de dix semaines, le 20 février 1835, officiellement pour raisons de santé.

## Sources
- Guy Antonetti, Louis-Philippe, Paris, Fayard, 1994
- Benoît Yvert (dir.), Premiers ministres et présidents du Conseil depuis 1815. Histoire et dictionnaire raisonné, Paris, Perrin, 2002 -  (ISBN 2-262-01354-3)